# Sandling
Sandling är ett berg i Österrike.   Det ligger i distriktet Liezen och förbundslandet Steiermark, i den centrala delen av landet, 210 km väster om huvudstaden Wien. Toppen på Sandling är 1 717 meter över havet, eller 899 meter över den omgivande terrängen. Bredden vid basen är 8,7 km.
Terrängen runt Sandling är bergig österut, men västerut är den kuperad. Närmaste större samhälle är Bad Aussee, 6,6 km sydost om Sandling. 
I omgivningarna runt Sandling växer i huvudsak blandskog. Runt Sandling är det ganska glesbefolkat, med 26 invånare per kvadratkilometer.